# Alice Amter
Pour les articles homonymes, voir Amter.
Alice Amter, née le 11 mai 1966 à Birmingham, est une actrice britannique principalement connue pour le rôle de Mme Koothrappali dans The Big Bang Theory.

## Filmographie

### Cinéma
- 2000 : Sinbad: Beyond the Veil of Mists : Bar Wench
- 2000 : Mirror, Mirror IV: Reflection : comtesse Sainte-Croix
- 2002 : Pacino Is Missing : le poussin de l'espace
- 2002 : Good Girl : la femme aux longs cheveux
- 2002 : Bad Boy : Donna
- 2003 : Hunting of Man : Hooker
- 2003 : Un homme à part : Marta
- 2003 : Exorcism : Katherine Miller
- 2004 : Rent-a-Person : la femme aux seins
- 2005 : Pit Fighter, de Jesse V. Johnson (en) : Palm Reader
- 2006 : Prometheus and the Butcher : Alcemena
- 2007 : American Zombie : Esperanza McNunn
- 2009 : Penance : Eve
- 2010 : Infection: The Invasion Begins : la secrétaire de l'hôpital
- 2013 : The Switch

### Télévision
- 1998 : Urgences : Dr Miriam Nagarvala (2 épisodes)
- 1999 : Frat Ratz : Chloé (1 épisode)
- 2000 : The Privateers : Capitaine Berava Gree
- 2000 : La Vie avant tout : Mey Said (1 épisode)
- 2001 : Amy : Philida Bosco (1 épisode)
- 2002-2003 : Hôpital San Francisco : Amira (3 épisodes)
- 2007 : Pour le meilleur et le pire : la demoiselle aux fleurs (1 épisode)
- 2007-2012 : The Big Bang Theory : Mme Koothrappali
- 2008 : Skip Tracer : la gitane
- 2009 : The Cleaner : Anjali Patel (1 épisode)
- 2010 : Outsourced : Fortune Teller (1 épisode)
- 2010 : The Whole Truth : la femme au turban (1 épisode)